# Абрахам а Санта-Клара
Абрахам а Санта-Клара (нем. Abraham a Sancta Clara, настоящее имя Иоганн (Ганс) Ульрих Мегерле, 1644—1709) — проповедник и сатирик
, августинский монах, с 1677 года придворный проповедник в Вене.

## Творчество
Его проповеди и назидательные сочинения были проникнуты простонародным юмором и совершенно чужды схоластики и мистицизма, в которых путались католические проповедники того времени; в них сравнительно мало и клерикализма. С поразительной правдой изображал Ганс Ульрих житейские отношения и с неустрашимой прямотой и язвительным остроумием бичевал пороки своего времени. Речи и проповеди его кипели жизнью, и он не пренебрегал ничем для эффекта: высокий пафос переходил у него в плоское шутовство, странные сравнения, каламбуры, неожиданные выходки лились у него непрерывным потоком. Под такой оболочкой он стремился проводить религиозные и нравственные идеи.
О его манере может дать представление знаменитая проповедь в «Валленштейновом лагере», составленная Шиллером мозаически из фраз и выходок Абрахама а Санта-Клара, так же как и сами названия его сочинений:
- «Gack Gack Gack Gack a Ga einer wunderseltzamen Hennen in dem Herzogthum Bayrn, das ist eine Beschreibung der berühmten Wallfahrt Maria Stern in Taxa» (Мюнх., 1685 и чаще);
- «Hui und Pfui der Welt»
- Der alte Hafen scheppert — 1672 — eLibrary Projekt ( — eLib — etxt)  (недоступная ссылка с 26-05-2013 [4368 дней])
- Österreichisches Deo Gratias — 1688 — eLibrary Projekt ( — eLib — etxt)  (недоступная ссылка с 26-05-2013 [4368 дней])
- Wunderlicher Traum von einem großen Narren-Nest — 1703 — eLibrary Projekt ( — eLib — etxt)  (недоступная ссылка с 26-05-2013 [4368 дней])

В своём наиболее выдающемся сочинении «Judas der Ertz-Schelm, für ehrliche Leuth, oder eigentlicher Entwurff und Lebens-Beschreibung dess ischariotischen Bösewicht» (4 ч., Зальцбург, 1686—1695), Абрахам а Санта-Клара под видом апокрифических сказаний о жизни Иуды Искариота даёт сатирическое обсуждение вопросов своего времени.

## Труды
Известно около 600 работ Абрахама а Санта-Клара.

### На латыни
- Epitome Elogiorum. Hacque, Wien, 1670
- Epithaphium Illustrissimi Et Excellentissimi Domini. Haan, Salzburg, 1684
- Epithaphium Reverendissimi, Illustrissimi Et Amplissimi Domini. Haan, Salzburg, 1684
- Epithaphium Suspensi Praefecti. Haan, Salzburg, 1684
- Applausus Sine Grano Salis Ausus. Widmanstetter, Graz, 1687
- Grammatica Religiosa. Haan, Salzburg, 1691; Übersetzung: Metternich, Köln, 1699.

### Проповеди
- Prophetischer Willkomb. Vivian, Wien, 1676 (Zur Vermählung Leopolds)
- Soldaten Glory. Thurnmeyerin, Wien, 1676 (Über den Hl. Georg)
- Die Heilige Hof-Art. Vivian, Wien, 1677 (Über Francisco de Xavier)
- Der Glückliche Fisch-Zug. Vivian, Wien, 1677 (Über die Mutter Gottes)
- Oesterreichisches Deo Gratias. Vivian, Wien, 1680 (Pest-Predigt)
- Mercks wohl Soldat! Vivian, Wien, 1680 (Über den Hl. Georg)
- Lösch Wien. Vivian, Wien, 1680 (Pest-Predigt)
- Wohlriechender Spica-Nardt. Widmanstetter, Graz, 1683 (Über Abt Bernardus)
- Neuerwöhlte Paradeyß-Blum. Haan, Salzburg, 1684 (Über den Hl. Josef)
- Danck und Denckzahl Deß Achten gegen dem Drey. Haan, Salzburg, 1684 (Über die Hl. Dreifaltigkeit)
- Zeugnuß und Verzeichnuß Eines Lobwürdigsten Tugend-Wandels. Haan, Salzburg, 1684 (Über Abt Anselm)
- Der glückliche Fisch-Zug in Anzbach. Haan, Salzburg, 1684 (Über die Mutter Gottes)
- Astriacus Austriacus Himmelreichischer Oesterreicher. Haan, Salzburg, 1684 (Über Markgraf Leopold)
- Der klare Sonnen-Schein. Haan, Salzburg, 1684 (Über Thomas von Aquin)
- Lob und Prob der Herrlichen Tugenden. Ghelen, Wien, 1696 (Über die Hl. Katharina)
- Frag und Antwortt Mit Ja/ und Nein. Rädlmayr, Linz, 1697 (Über den Hl. Berthold)
- Die verblümblete Wahrheit. Holtzmayr, Steyr; Rädlmayr, Linz, 1697 (Über die Mutter Gottes)
- Patrocinium Auff Erden schlecht. Holtzmayr und Auinger, Steyr, 1699 (Über die Heiligen)

### Трактаты и собрания сочинений
- Mercks Wienn. Vivian, Wien, 1680 (Schilderung des Wiens der Pestzeit)
- Grosse Todten-Bruderschafft. Wien, 1681 (Schilderung des Wiens der Pestzeit)
- Auff/ auff Ihr Christen! Wagner, Ulm; Gehlen, Wien, 1683 (Traktat zum Kampf gegen die Türken)
- Reimb dich/ Oder Ich Liß dich. Haan, Salzburg, 1684 (Sammlung von Schriften und Predigten)
- Gack/ Gack/ gack/ Gack/ a Ga. Straub, München, 1685 (Schilderung der Wallfahrt zu Maria-Stern)
- Judas Der Ertz-Schelm. Haan, Salzburg, 1686—1695 (Sammlung von Schriften, Predigten und Gedichten)
- Stern/So auß Jacob aufgegangen Maria. 1686 (Traktat über die Mutter Gottes)
- Augustini Feuriges Hertz. Haan, Salzburg, 1693 (Sentenzensammlung)
- Aller Freud/ und Fried. 1698 (Schrift über die Mutter Gottes)
- Etwas für alle. Weigel, Nürnberg; Hueber, Wien; Hertz, Würzburg, 1699—1711 (Standeslehre)
- Mercurius, geflügleter. Wien, 1701 (Lehrsammlung)
- Sterben und Erben. Gallet, Amsterdam, 1702 (Sterbelehre)
- Neueröffnete Welt-Galleria. Weigel, Nürnberg, 1703 (Standeslehre)
- Wunderlicher Traum von einem großen Narren-Nest. Salzburg, 1703 (Narrenspiegel)
- Heilsames Gemisch-Gemasch. Weigel, Nürnberg; Hertz, Würzburg; Koll, Wien (Geschichtensammlung)
- Ein Karrn voller Narrn. Salzburg, 1704 (Narrenspiegel)
- Huy! und Pfuy! der Welt. Hertz, Würzburg, 1707 (Lasterspiegel)
- Wohlangefüllter Weinkeller. (Lasterspiegel) Würzburg, 1710
- Besonders möblirt und gezierte Toten-Kapelle oder allgemeiner Toten-Spiegel 1710
- Abrahamisches Bescheid-Essen. Lehmann, Wien und Brünn, 1717 (посмертно)
- Geistlicher Kramer-Laden. Weigel, Nürnberg; Hertz, Würzburg, 1719 (посмертно)
- Abrahamische Lauber-Hütt. Lehmann, Wien und Nürnberg, 1721—1723 (посмертно)
- Abrahamisches Gehab dich wohl! 1729 (посмертно)

## Источник
- Абрагам а Санкта Клара // Энциклопедический словарь Брокгауза и Ефрона : в 86 т. (82 т. и 4 доп.). — СПб., 1890—1907.